# 안의향교
안의향교(安義鄕校)는 대한민국 경상남도 함양군 안의면 당본리에 있는 향교이다. 1983년 8월 12일 경상남도의 유형문화재 제226호로 지정되었다.

## 개요
향교는 훌륭한 유학자를 제사하고 지방민의 유학교육과 교화를 위하여 나라에서 지은 교육기관이다
조선 성종 4년(1473) 현감 최영이 세웠으며, 정유재란 때 불에 타 없어진 것을 영조 12년(1736)에 다시 짓고 그 뒤 여러 차례 수리가 있었다.
건물은 출입문인 재천루, 공부하는 곳인 명륜당, 학생들의 거처였던 회우재·출숙재, 사당인 대성전 등이 있다. 건물의 배치는 명륜당이 앞에 있고 대성전이 뒤에 있는 전학후묘의 형태인데 이것은 평지에 세워진 향교의 일반적인 전묘후학 배치와는 어긋난다. 따라서, 이것을 보안하기 위해 대성전의 기단과 층계를 높이 쌓은 것으로 보인다.
조선시대에는 국가로부터 토지와 전적·노비 등을 받아 학생들을 가르쳤으나, 갑오개혁(1894) 이후 제사만 지내고 있다.
다른 향교에 비해 많은 전적을 보관하고 있으며, 특히 이 지방 향토사연구의 귀중한 자료를 많이 제공하고 있다.

## 참고 자료
- 안의향교 - 국가유산청 국가유산포털